# برینیا

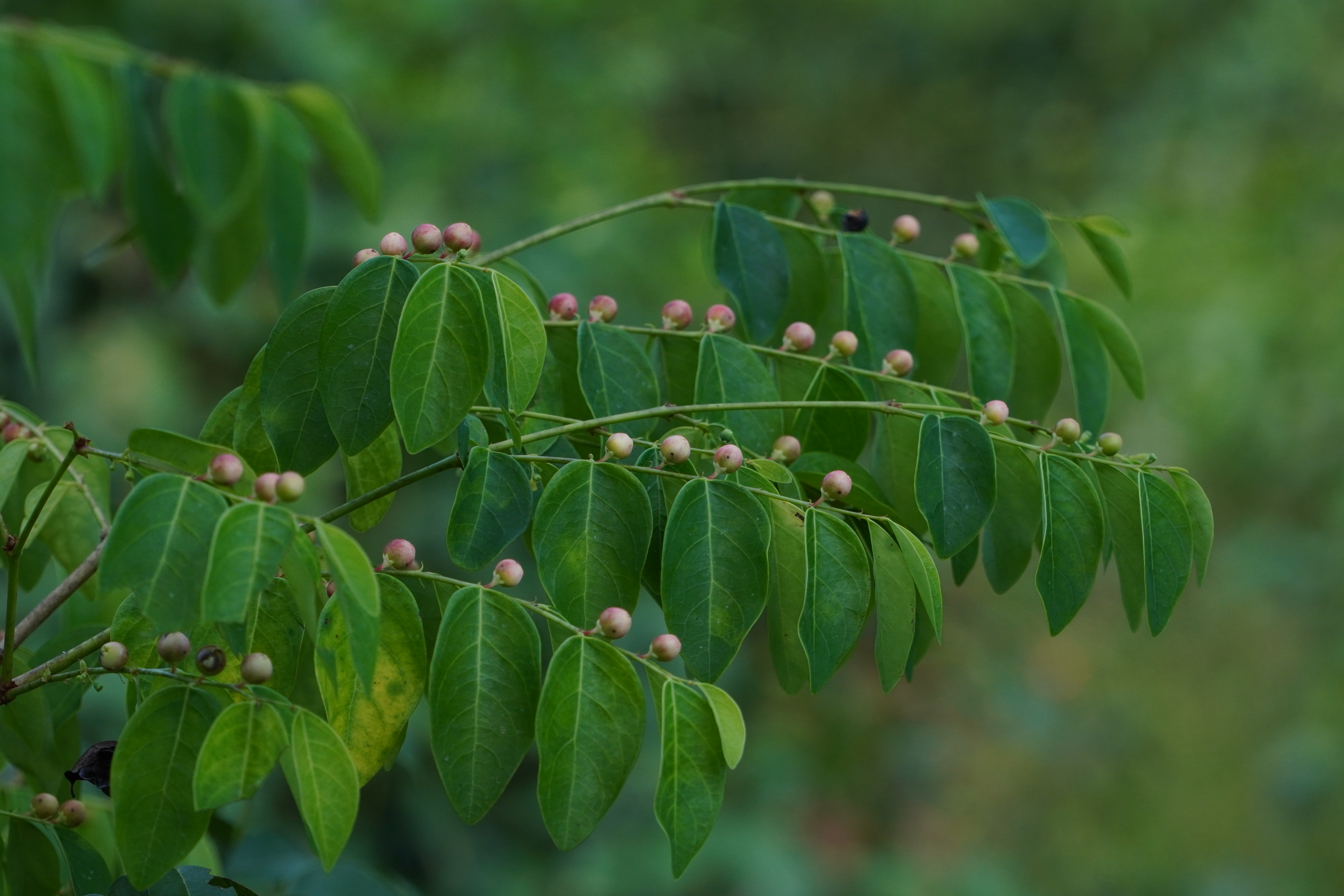
گیاه برینیا، بسیار زیبا و وحشی

برینیا (نام علمی: Breynia) نام یک سرده از خانواده نازبیابانیان است.